# Raciel Torres
Raciel Torres Pérez (Artemisa, 1º marzo 1981 – 16 marzo 2013) è stato un calciatore cubano, di ruolo centrocampista.

## Carriera

### Nazionale
Ha debuttato in Nazionale il 6 gennaio 2002, nell'amichevole Cuba-Guatemala (0-1). Ha partecipato, con la Nazionale, alla CONCACAF Gold Cup 2002. Ha collezionato in totale, con la maglia della Nazionale, una presenza.